# Virág Miklós
Virág Miklós (Sátoraljaújhely, 1958. december 21. –) magyar közgazdász, egyetemi tanár, a Magyar Tudományos Akadémia köztestületi tagja. Kutatási területe a hazai szakágazatok sok szempontú pénzügyi minősítése és a pénzügyi viszonyszámokon alapuló csődelőrejelzés. 1997-2002 között a Budapesti Corvinus Egyetem Gazdálkodástudományi Karának dékánja.

## Életpálya[3]
1977-ben  a Sátoraljaújhelyi Közgazdasági Szakközépiskolában érettségizett, majd felvették a Marx Károly Közgazdaságtudományi Egyetemre, ahol 1982-ben szerzett közgazdász diplomát Ipari tervező-szervező szakon. Oktatási és kutatási tevékenységét az Egyetem Ipargazdaságtan Tanszékén kezdte 1982-ben. Jelenleg egyetemi tanár beosztásban dolgozik a Budapesti Corvinus Egyetem Vállalkozás és Innováció Intézetében.
1984-ben summa cum laude eredménnyel doktorált „A döntési struktúrák optimalitásának vizsgálata” című disszertációjával. A tudományos dolgozatért 1986-ban Rudas László-díjban részesült. 1985-ben a Művelődési Minisztérium támogatásával két hónapos tanulmányúton volt Finnországban. Az 1989/90-es tanévet a University of Washington (Seattle, WA. USA) egyetemen töltötte. 1993-ban kandidátusi fokozatot szerzett a közgazdaság-tudományok területén „A pénzügyi viszonyszámokon alapuló teljesítmény-megítélés és csődelőrejelzés” című értekezésével. A témában Magyarországon elsőként sikerült felállítania egy hazai viszonyokra értelmezett, a vállalati pénzügyi mutatószámokon alapuló csődelőrejelző modellt. 2001-ben habilitált a Budapesti Közgazdaságtudományi és Államigazgatási Egyetemen. 2007-ben egyetemi tanári kinevezést kapott.
Kutatási eredményeit számos publikáció (önálló és társszerzővel írt könyvek, szakfolyóiratokban megjelent cikkek, középiskolás tankönyvek, egyetemi tanszéki kéziratok, szakmai konferenciákról kiadott, illetve pályázatokon díjazott tanulmányok, példatárak) tartalmazza (MTMT). Az oktatásszervezési tevékenység valamennyi lépcsőjét végigjárta a Budapesti Corvinus Egyetemen. 1995-ben tanszékvezető, majd a Gazdálkodástudományi Kar oktatási ügyekért felelős dékánhelyettese lett (1995-1997). Dékánként (1997-2002) munkája tekintélyes részét oktatásszervezési témák, feladatok töltötték ki. Képzésfejlesztési elképzelései egyik fontos célja volt mindig a Gazdálkodástudományi Kar és tanszékei megfelelő súlyú jelenlétének biztosítása az egyetemi képzés mindhárom szintjén, korszerű és a tudományos körökben is elismert tananyagokkal, az ilyen produktumok megalkotására és az ismeretek átadására képes oktatókkal.

### Egyetemi pályafutásának főbb állomásai
1982 – 1984     Marx Károly Közgazdaságtudományi Egyetem (MKKE), gyakornok
1984 – 1988     MKKE, egyetemi tanársegéd
1989 – 1993     Budapesti Közgazdaságtudományi Egyetem (BKE), egyetemi adjunktus
1994 – 2006     BKE, BKÁE, Budapesti Corvinus Egyetem (BCE), egyetemi docens
2007 –              Budapesti Corvinus Egyetem, egyetemi tanár
1994 – 2002     Egyetemi Tanács tagja
1994 – 2019     Kari Tanács tag, Gazdálkodástudományi Kar
1994 – 1997     Költségvetési Bizottság tagja, Egyetemi Tanács
1994 – 2000     Tanszékvezető, Alkalmazott Gazdaságtan tanszék
1995 – 1997     Dékánhelyettes, Gazdálkodástudományi Kar
1995 – 1997     Oktatási Bizottság tagja, Egyetemi Tanács
1997 – 2002     Dékán, Gazdálkodástudományi Kar
1999 – 1999     Ideiglenes Intézményi Tanács Elnöke
2002 – 2004     Tanszékvezető, Vállalati Pénzügy tanszék
2003 – 2019     Pénzügyi- és Költségvetési Bizottság tagja, Gazdálkodástudományi Kar
2005 – 2012     Intézetigazgató-helyettes, Vállalkozásfejlesztési Intézet
2005 – 2020     Tanszékvezető, Vállalkozások Pénzügyei tanszék
2011 – 2022     Szenátus tagja
2013 – 2021     Intézetigazgató, Vállalkozásfejlesztési Intézet
2017 –              Magyar Rektori Konferencia Gazdaságtudományok Bizottsága tag

### Gazdasági társaságokban betöltött vezető tisztségei
1990-1992          Finommechanikai Vállalat, Felügyelő Bizottság tagja
1993-2006          Kossuth Nyomda ZRt, igazgatóság elnöke és tagja
1996-1998          CORVINBANK Ipari Fejlesztési Bank Rt, Igazgatóság elnökhelyettese
1998-1999          Konzumbank-Kereskedelmi Bank Rt, Felügyelő Bizottság tagja
1998-2008          Magyar Villamos Művek ZRt, Igazgatóság elnöke, elnökhelyettese és tagja
1997-2002          SOMLÓ VOLÁN Közlekedési Zrt, Igazgatóság elnöke
1996 – 1997        EBSS Nemzetközi Kereskedelmi Rt, Igazgatóság tagja
1995-1996          ECONOMIX Közgazdász Egyetemi Zrt, Igazgatóság tagja
2008-2010          MAVIR ZRt, Igazgatóság tagja
2011- 2019         Innovációs Klaszter Akkreditációs Bizottság, Elnöke majd tagja
2010-2011          Magyar Villamos Művek ZRt, Felügyelő Bizottság tagja
2012-2023          Magyar Villamos Művek ZRt, Felügyelő Bizottság elnöke
2024-                  Nemzeti Vízművek ZRt, Felügyelő Bizottság elnöke

## Díjai, elismerései
- Rudas László-díj (1986)
- Művelődési Miniszter dicsérő oklevele (1986)
- Jubileumi Emlékérem, Budapest Közgazdaságtudományi és Államigazgatási Egyetem (1998)
- Széchenyi Professzori Ösztöndíj (1999)
- Magyar Köztársasági Érdemrend Lovagkeresztje (2003)[7]
- Az év oktatója, Budapesti Corvinus Egyetem (2012)
- Egyetemért Emlékérem, Budapesti Corvinus Egyetem (2017)
- Budapesti Corvinus Egyetem Aranyérme (2021)[8]
- Prometheus Díj (2023)